# Harpactea mehennii
Harpactea mehennii là một loài nhện trong họ Dysderidae.
Loài này thuộc chi Harpactea. Harpactea mehennii được miêu tả năm 1989 bởi Robert Bosmans & Beladjal.